# زلزال قارص 1926
زلزال قارص 1926 هو زلزالٌ وقعَ في محافظة قارص في تركيا بتاريخ 22 أكتوبر 1926.